# Alternativ R&B
Alternativ R&B, även känt som PBR&B, R-Neg-B och hipster R&B, kan betecknas som en undergenre till R&B. Begreppet som används av journalister till musikartister som The Weeknd, Theophilus London, How to Dress Well, Miguel, Jhené Aiko, Janelle Monáe, Kelela och Frank Ocean.